# Mariś
Mariś - bóstwa etruskie narodzin, rolnictwa, czasem przedstawiane pojedynczo, czasem jako trojaczki.
Trzy bliźnięta, dzieci Larana i Turan, wychowywane przez Menrvę. Występujące pod nazwą zbiorową Mariś.
Na służącej jako podręcznik haruspicji brązowej Wątrobie z Piacenzy Mariś występują poniżej wycinka poświęconego Hercle.